# Agrotis griseirufa
Agrotis griseirufa är en fjärilsart som beskrevs av Krüger 1933. Agrotis griseirufa ingår i släktet Agrotis och familjen nattflyn. Inga underarter finns listade i Catalogue of Life.